# Jean-Claude Rudaz
Jean-Claude Rudaz va ser un pilot de curses automobilístiques suís que va arribar a disputar curses de Fórmula 1 i de les 24 hores de Le Mans.
Rudaz va néixer el 23 de juliol del 1942 a Sion, Suïssa.
L'any 1973 va fundar la companyia aèria Transvalair.

## A la F1
Va debutar a la vuitena cursa de la quinzena temporada de la història del campionat del món de la Fórmula 1, la corresponent a l'any 1964, disputant el 6 de setembre el GP d'Itàlia al Circuit de Monza.
Jean-Claude Rudaz va participar en una única cursa puntuable de la Temporada 1964 de Fórmula 1 no podent sortir a disputar-la en explotar-li el motor del seu monoplaça en els entrenaments previs. S'havia classificat el 20º per la graella de sortida.

## Resultats a la Fórmula 1
| Any  | Equip        | Xassís            | Motor  | 1   | 2   | 3   | 4   | 5   | 6   | 7       | 8   | 9   | 10  | Posició | Punts |
| ---- | ------------ | ----------------- | ------ | --- | --- | --- | --- | --- | --- | ------- | --- | --- | --- | ------- | ----- |
| 1964 | Fabre Urbain | Cooper Cooper T60 | Climax | MON | HOL | BEL | FRA | GBR | ALE | AUT NVS | ITA | USA | MEX | -       | 0     |

### Resum
| Curses: | Victòries: | Pòdiums: | Poles: | Voltes ràpides: | Punts: |
| ------- | ---------- | -------- | ------ | --------------- | ------ |
| 1       | 0          | 0        | 0      | 0               | 0      |